# グランタワー調布国領ル・パサージュ

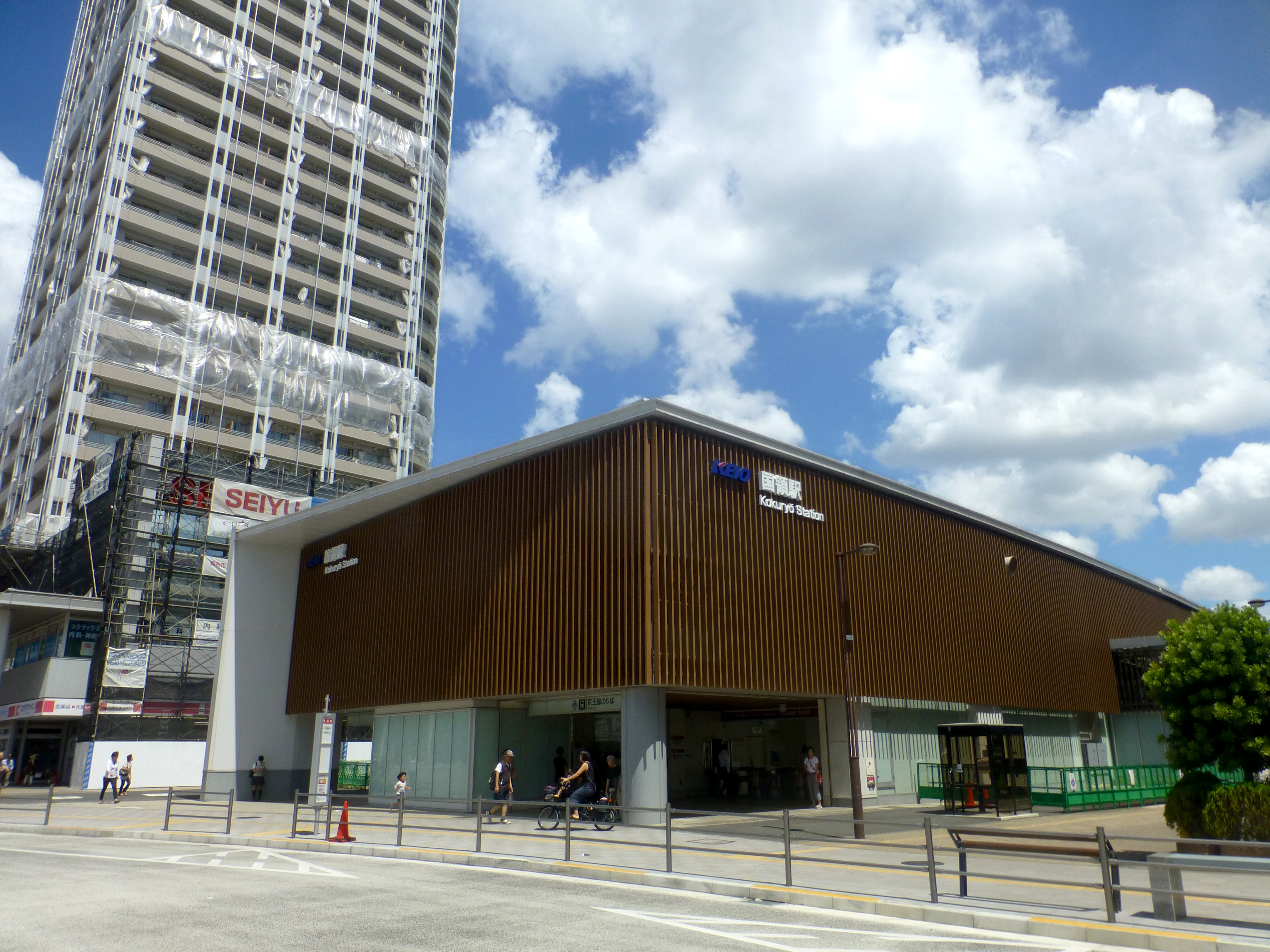
京王線地下化後の国領駅とグランタワー調布国領ル・パサージュ（グランタワーコクティー）

- グランタワー調布国領ル・パサージュ
- グランタワーコクティー
- コクティー

グランタワー調布国領ル・パサージュ（グランタワーちょうふこくりょうル・パサージュ）は、東京都調布市に所在する超高層マンションである。2004年（平成16年）9月竣工。国領駅駅前再開発事業により建設された。
低層階は複合商業施設となっており、1階・2階はショッピングセンター「グランタワーコクティー」となっており、略称として単に「コクティー」と呼ばれることが多い。キーテナントは西友国領店。2階・3階には調布市の複合公共施設「調布市民プラザあくろす」が入居する。また1階には調布警察署国領交番が新設された。

## 概要

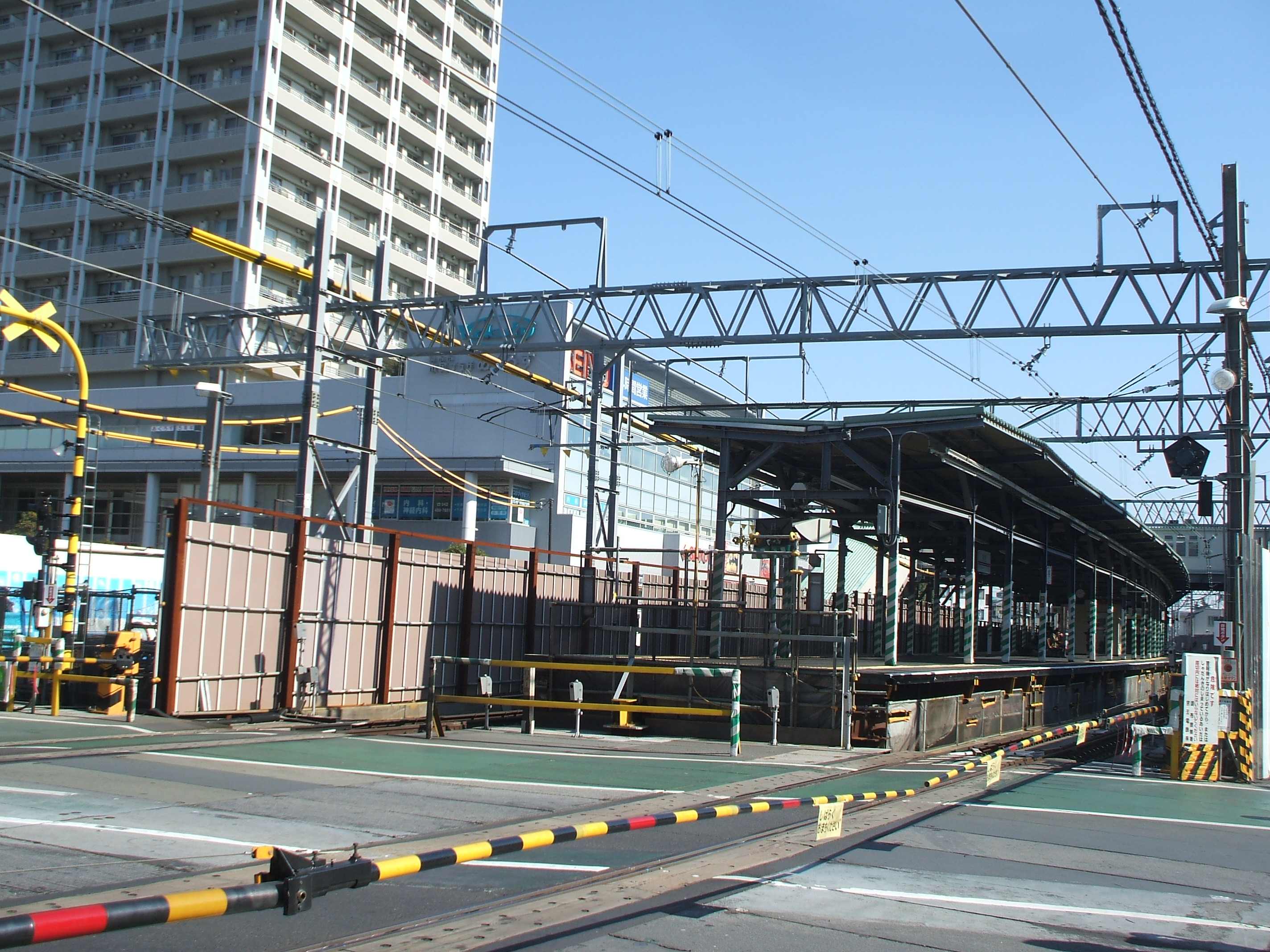
地上駅時代の国領駅の踏切。狛江通りの渋滞の原因となっていた（2010年）

京王電鉄京王線の連続立体交差事業と、それに伴う国領駅の地下化を視野に入れて、国領駅の南北で駅前再開発構想が計画され、国領駅北地区第一種市街地再開発事業として建設された。権利者数は65人。
当物件は国領駅北側の狛江通りと旧甲州街道の交差点の角地に位置する。再開発前の駅周辺には狭小木造住宅や小商店が密集していたが、再開発によって駅前広場が整備され歩道が確保された。
かつては国領駅前に開かずの踏切があったため狛江通りの渋滞が激しく、路線バス（小田急バス狛江営業所が運行）の遅延を招くとともに、近くの慈恵医大第三病院へ患者を搬送する救急車までもが渋滞に巻き込まれていたが、調布市内3駅（調布駅・布田駅・国領駅）の地下化により踏切はなくなり渋滞は改善した。
またこれに先んじて、隣接する国領駅南地区でも同様に再開発が実施されており、2000年（平成12年）6月に複合商業施設「ココスクエア調布」が開業している。

## 沿革
- 1996年（平成8年）8月2日 - 都市計画決定。
- 2002年（平成14年） - 着工。
- 2004年（平成16年）
  - 9月 - 竣工。
  - 10月6日 - キーテナントの西友国領店が開店[1]。新規店舗では初となる24時間営業を実施[12]。
- 2011年（平成23年）8月11日 - 西友国領店が改装、リニューアルオープン[1]。
- 2012年（平成24年）8月19日 - 国領駅が地下化される。
- 2019年（令和元年）11月28日 - 西友国領店が改装、リニューアルオープン[1]。

## フロア構成
- 1階～2階 - 商業施設・クリニックモール
- 2階～3階 - 調布市市民プラザあくろす
- 2階 - コクティーパーキング（有料駐車場）
- 上層階 - 住居棟（分譲マンション）

### 商業施設
超高層マンションの1階部分に、キーテナントの西友ほか店舗が入居する。
1階
- 西友国領店 - 食品スーパー。24時間営業[2][12]。
- カットファクトリー国領店 - 1000円ヘアカット[13]
- 壱角家国領店 - 家系ラーメン[14]

過去には東京チカラめし国領店など、店舗が数回入れ替わっている。
- 有限会社 大和不動産 - 不動産仲介[16]
- ウエスタン国領店 - パチンコ店
- ココカラファイン薬局国領店（旧：ヘルスケアセイジョー国領店）- ドラッグストア・調剤薬局[17]

### 調布市市民プラザあくろす
調布市の複合公共施設。利用の際は正面入口から西友の左手のエレベーターで2階・3階へ昇る。
選挙の際は期日前投票所としても活用される。

#### 3階
市民プラザあくろす受付
施設利用の受付・案内、住民票の写しなどの交付窓口がある。
調布市男女共同参画推進センター
男女共同参画に関する講座・イベント、女性のための相談事業などを行う。また男性相談員による男性向け相談事業も開始した。
図書室「情報ライブラリー」では、図書の閲覧だけでなく貸出も可能。
図書貸出には調布市立図書館の貸出カードは利用できず、別に登録が必要となる。
調布市産業労働支援センター
市内の個人事業主や企業経営者、起業を志す個人や団体などの支援を行う。
経営セミナーや事業融資、スモールオフィスの貸付などを行っている
また男女共同参画推進センターと連携し、女性の起業支援も積極的に行っている。

#### 2階
調布市市民活動支援センター
NPO法人やボランティア活動、まちづくりなどを支援する地域活動支援センター。
住民と地域社会をつなぐ「『まちの縁側』になる」をモットーとしている。
市民団体の活動を紹介する機関紙『えんがわだより』を発行している。
調布国領しごと情報広場
調布市と連携して運営する、ハローワーク府中の出先機関。
ハローワークの業務のうち、職業相談・職業紹介に特化して担当する。
育児中の母親が仕事を探しやすい、キッズスペース付きの「マザーズコーナー」もある。
同様の施設は、永山駅直結の再開発ビル「ベルブ永山」にも「永山ワークプラザ」がある。
ちょうふ若者サポートステーション
若者（15歳 - 39歳）のための就労支援施設「地域若者サポートステーション」。
いわゆるニート・引きこもりなども含め、何らかの事情で就労が困難な若年層の支援を行う。
調布市ではなく厚生労働省の事業。実際の運営は「認定NPO法人育て上げネット」が行っている。

### 飲食店など
別棟には飲食チェーン店、再開発前から営業していた個人店などが入居する。
1階
- 鮨和花（すしわか）- 寿司[27]

コクティー開業時から広場前エントランス左側に出店していたが、2023年4月23日をもって閉店。
- お茶の菊川園 - 日本茶[28]
- モスバーガー国領駅前店[29]
- サンクリーン国領駅北口店 - クリーニング[30]
- ウィンク佐野 - 眼鏡店[31]
- 江戸一たい焼き 鯛幸房（たいこうぼう）[32][33][34][35]

狛江市から移転して出店してコクティーに出店。
2階
- ガスト国領駅前店 - ファミリーレストラン[38]

かつては隣の布田駅付近にもガスト調布店があったが、2016年11月23日をもって閉店した。
- 三代目 鳥メロ国領駅前店[41] - 焼き鳥居酒屋（ワタミ）

わたみん家国領駅前店から業態転換後、2020年8月30日をもって閉店。

### クリニックモール
- コクティー国年眼科クリニック（1F）[43]
- コクティーやまうち内科・神経内科（2F）[44]
- 都丸メンタルクリニック（2F）[45]

### その他の施設
- 調布警察署 国領交番（1階）[6]
- コクティーパーキング（2階）- 有料駐車場[46]

駐車場は株式会社駐車場綜合研究所 (PMO) が管理している。

## 周辺
- 国領駅
- ココスクエア調布
- 調布郵便局
- 甲州街道
- 調布市立第六中学校